# Tara (Rusia)
Tara (en ruso: Tápa) es una ciudad del óblast de Omsk, Rusia, ubicada a la orilla del río Irtish —el principal afluente del río Obi—, unos 300 km al norte de Omsk —la capital del óblast—, en el lugar donde la región boscosa pasa a ser estepa. Su población en el año 2010 era de 27 300 habitantes.
Tara no solo es una de las ciudades más antiguas de Siberia, sino también el primer asentamiento ruso en el moderno territorio de Óblast de Omsk.
El desarrollo de la ciudad contribuyó a la construcción del camino de Tobolsk - Tomsk y al impulso de las relaciones comerciales con Bujará, Taskent y China; razón por la cual, cada día se veían desfilar caravanas comerciales alrededor de la ciudad. Los productos más vendidos fueron pilos de árboles, ardillas, zorros y armiños, mientras que los más comprados eran las sedas, el té y algunas frutas. Tara fue pionera en el abastecimiento de sal, en Siberia Occidental. 
Desde el día de su creación, Tara fue un lugar de exilio; la ciudad acogió a pueblos desterrados como un Knyaz de Rostov, los Streltsí de Ládoga, los renacidos campesinos de las estepas de Dnipro, los Pugachevci, un grupo de los Decabristos, entre otros. La situación económica de los exiliados fue muy difícil, ya que no se les permitió recibir remesas y buscar trabajo fue imposible; su solución fue abrir talleres y crear comunas. 
A partir de su fundación y hasta finales del siglo XIX, la ciudad tuvo un papel muy importante, no sólo para el centro de Rusia, sino para la internacionalización del comercio. Sin embargo, el ferrocarril Transiberiano y el transporte por la ruta principal a Omsk provocaron la pérdida de comunicación con el norte de Óblast y la importancia nacional de la región. 
Actualmente, Tara es el centro cultural de Norte de Óblast de Omsk y cuenta con escenarios como el Teatro Mijail Alexandrovich Ulyanov, el Centro Cultural "Sever" (Significa norte), la Biblioteca Central del Distrito y algunos museos; estos son los sitios más visitados dentro de la ciudad.

## Historia

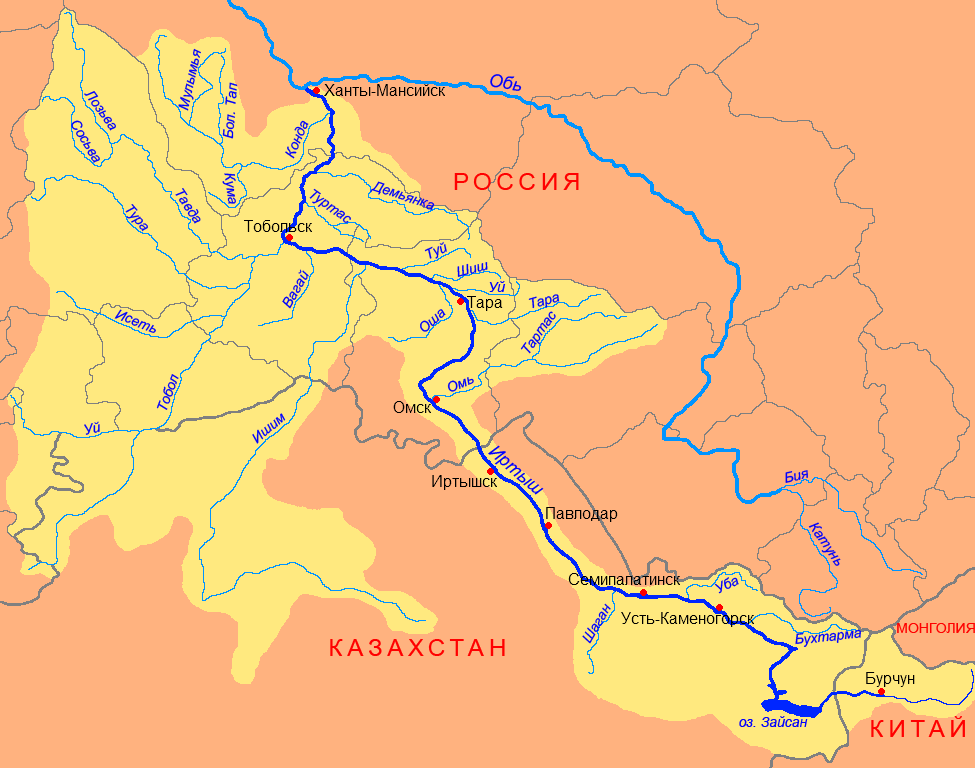
Mapa en ruso del río Irtish (Иртыш) —afluente del Obi (Обь)— en el que aparece en el centro Tara (Та́ра)

Mapa con la ruta de Siberia; en verde, la del, y en rojo, la del. Tara (Typa) aparece en la primera

Se fundó como una fortaleza en 1594 para defenderse de los cosacos liderados por Yermak Timoféyevich que iban asolando todas las poblaciones de Siberia. Tara fue un importante asentamiento para los emprendedores que buscaban fundar más ciudades hacia el este, era la puerta hacia el este. En el siglo XVIII formó parte de la ruta de Siberia.

## Geografía

### Clima
| Parámetros climáticos promedio de Tara | Parámetros climáticos promedio de Tara | Parámetros climáticos promedio de Tara | Parámetros climáticos promedio de Tara | Parámetros climáticos promedio de Tara | Parámetros climáticos promedio de Tara | Parámetros climáticos promedio de Tara | Parámetros climáticos promedio de Tara | Parámetros climáticos promedio de Tara | Parámetros climáticos promedio de Tara | Parámetros climáticos promedio de Tara | Parámetros climáticos promedio de Tara | Parámetros climáticos promedio de Tara | Parámetros climáticos promedio de Tara |
| Mes                                    | Ene.                                   | Feb.                                   | Mar.                                   | Abr.                                   | May.                                   | Jun.                                   | Jul.                                   | Ago.                                   | Sep.                                   | Oct.                                   | Nov.                                   | Dic.                                   | Anual                                  |
| -------------------------------------- | -------------------------------------- | -------------------------------------- | -------------------------------------- | -------------------------------------- | -------------------------------------- | -------------------------------------- | -------------------------------------- | -------------------------------------- | -------------------------------------- | -------------------------------------- | -------------------------------------- | -------------------------------------- | -------------------------------------- |
| Temp. máx. abs. (°C)                   | 3.3                                    | 5.1                                    | 13.2                                   | 29.6                                   | 36.4                                   | 41.4                                   | 36.5                                   | 34.5                                   | 32.5                                   | 22.5                                   | 9.5                                    | 3.4                                    | 41.4                                   |
| Temp. máx. media (°C)                  | -13.4                                  | -10.2                                  | -1.6                                   | 7.7                                    | 17.1                                   | 22.8                                   | 24.3                                   | 21.1                                   | 14.5                                   | 6.4                                    | -4.6                                   | -10.9                                  | 6.1                                    |
| Temp. media (°C)                       | -18.1                                  | -15.9                                  | -7.5                                   | 2.5                                    | 10.8                                   | 16.8                                   | 18.7                                   | 15.7                                   | 9.5                                    | 2.5                                    | -8.3                                   | -15.3                                  | 1.0                                    |
| Temp. mín. media (°C)                  | -22.8                                  | -21.6                                  | -13.5                                  | -2.7                                   | 4.5                                    | 10.7                                   | 13.0                                   | 10.3                                   | 4.6                                    | -1.4                                   | -11.9                                  | -19.8                                  | -4.2                                   |
| Temp. mín. abs. (°C)                   | -49.2                                  | -44.3                                  | -36.9                                  | -26.0                                  | -8.0                                   | -3.5                                   | 0.0                                    | -0.8                                   | -7.9                                   | -25.0                                  | -41.8                                  | -44.5                                  | -49.2                                  |
| Precipitación total (mm)               | 22.9                                   | 14.9                                   | 17.8                                   | 24.1                                   | 41.4                                   | 55.7                                   | 61.8                                   | 64.2                                   | 46.4                                   | 35.6                                   | 33.0                                   | 29.8                                   | 447.6                                  |
| Fuente: Тара погода                    |                                        |                                        |                                        |                                        |                                        |                                        |                                        |                                        |                                        |                                        |                                        |                                        |                                        |